# Tussen aarde en licht
Tussen aarde en licht is het dertiende stripalbum uit de Thorgal-reeks en behoort samen met "De boogschutters", "Het land Qâ", "De ogen van Tanatloc" en "De stad van de verloren god" tot de cyclus van "Het land Qâ". Het werd voor het eerst uitgegeven bij Le Lombard in 1988. Het album is getekend door Grzegorz Rosiński met scenario van Jean Van Hamme.

## Het verhaal
Als Thorgal voorbereidingen treft om met zijn gezin terug te keren naar huis, wordt Variay door Uébac aan de kant gezet. Hij wordt de nieuwe machthebber bij de Xinjins. Zijn plannen om Jolan voor zijn karretje te spannen en de ouders van Thorgal te laten sterven mislukken echter. 
Kriss van Valnor krijgt haar oude gedaante weer terug en probeert met Jolan de kust te bereiken waar een schip op hun wacht. Thorgal en Boomvoet gaan haar achterna. Jolan kan worden bevrijd en Kriss vlucht met haar goud de woestijn in. Een luchtschip van de Xinjins herenigt Aaricia met Thorgal en Jolan en brengt hen naar de kust. Boomvoet blijft achter bij de Xinjins Hink-ee en Eet-en.   